# FORST
FORST（フォルスト）は、かつて存在した株式会社ウィルのアダルトゲームブランドである。
元々は株式会社フォレストの3DゲームブランドFORESTER（フォレスター）で、FORSTに改編された後に、株式会社ウィルに譲渡された。
また、FORESTER時代に作成したEDENシリーズ（I〜IV）やDollシリーズのDVD Playersゲーム版を販売している。

## 作品一覧
（DVD Playersゲームは除く）
- 2002年5月3日 - FIRST ANCHOR 〜ファーストアンカー〜
- 2002年11月22日 - GEMATRIA:CODE
- 2003年5月23日 - SAVIOR 〜セイバー〜
- 2003年7月18日 - EDEN V
- 2004年1月16日 - EDEN FINAL
- 2004年10月15日 - VANQUISH